# 10 tevet
Den tionde tevet (hebreiska: עשרה בטבת, Asara BeTevet), den tionde dagen i den tionde månaden (tevet) i den judiska kalendern, är en fastedag inom judendomen. Den infaller antingen sju eller åtta dagar efter Chanukka, invigningsfesten. Anledningen till att man fastar på den tionde tevet är att Nebukadnessar II av Babylonien år 588 f.Kr. belägrade det antika Jerusalem (2 Kung. 25:1-4) vilket ledde till att Salomos tempel förstördes två år senare och babylonierna erövrade Juda rike, den södra delen av kungariket Israel. Fastedagen tjänar som en påminnelse om att templet är förstört.